# Masters de Riga
El Masters de Riga de snooker es uno de los 24 torneos oficiales del circuito mundial de este deporte. Se juega anualmente desde el año 2014 en la ciudad letona de Riga.

## Ediciones
| Año  | Ganador        | Finalista       | Marcador |
| ---- | -------------- | --------------- | -------- |
| 2014 | Mark Selby     | Mark Allen      | 4-3      |
| 2015 | Barry Hawkins  | Tom Ford        | 4-1      |
| 2016 | Neil Robertson | Michael Holt    | 5-2      |
| 2017 | Ryan Day       | Stephen Maguire | 5-2      |
| 2018 | Neil Robertson | Jack Lisowski   | 5-2      |
| 2019 | Yan Bingtao    | Mark Joyce      | 5-2      |